# Хенешть
Хенешть, Хенешті (рум. Hănești) — село у повіті Ботошані в Румунії. Адміністративний центр комуни Хенешть.
Село розташоване на відстані 391 км на північ від Бухареста, 29 км на північний схід від Ботошань, 95 км на північний захід від Ясс.

## Населення
За даними перепису населення 2002 року у селі проживали 1274 особи, з них 1271 особа (99,8%) румунів. Рідною мовою 1272 особи (99,8%) назвали румунську.